# Francis Matthews
Francis Matthews (* 2. September 1927 in York, England; † 14. Juni 2014) war ein britischer Theater-, Film- und Fernsehschauspieler.

## Leben
Francis Matthews war der Bruder des Schauspielers Paul Shelley. Er war verheiratet mit der Schauspielerin Angela Browne (1963 bis zu ihrem Tod am 20. Juni 2001) und hatte mit ihr drei Kinder, darunter die beiden Söhne Damien Matthews und Paul Rattigan, die ebenfalls Schauspieler wurden.
Mit 17 begann Matthews, als Bühnenassistent am Theater zu arbeiten und spielte seine erste Rolle in Emlyn Williams’ The Corn Is Green am Royal Theatre in Leeds. Er erarbeitete sich ein umfangreiches Repertoire, das er mit klassischen Theater-Rollen am Oxford Playhouse vervollständigte.
Frühe Filmerfahrung sammelte er in Verfilmungen der Hammer-Filmstudios, so in Frankensteins Rache (Revenge of Frankenstein, 1958), Blut für Dracula (Dracula – Prince of Darkness, 1965) und Rasputin – Der wahnsinnige Mönch (Rasputin the Mad Monk, 1966).  Matthews spielte auch den Lt. Compton im Miss-Marple-Film Mörder ahoi! (Murder Ahoy!, 1964). Außerdem sprach er die Rolle des Titelhelden in der Marionettenserie Captain Scarlet und die Rache der Mysterons (1967).
Nach Gastauftritten in verschiedenen Serien, wie Mit Schirm, Charme und Melone, Simon Templar oder Die Abenteuer des Robin Hood, bekam er 1969 die Hauptrolle in der Fernsehserie Paul Temple, nach Geschichten um den Durbridge-Detektiv Paul Temple. Die Serie brachte es auf 52 Folgen, wovon 39 Folgen von der Münchener Taurus Film mitproduziert wurden. Die Rolle seiner Ehefrau Steve  spielte Ros Drinkwater. Die Serie wurde von der BBC in der ersten internationalen Co-Produktion der Fernsehgeschichte zusammen mit dem ZDF gedreht. In der deutschen Fassung wurde er von Gert Günther Hoffmann synchronisiert. Zuvor hatte er in dem Durbridge-Film The World of Tim Frazer (1960) mitgespielt.
1978 wurde unter Federführung der BBC der 60-teilige Fernseh-Englischkurs Follow Me! aufgelegt. Francis Matthews war in allen Folgen der Präsentator, außerdem tauchte er (mit einer Handvoll anderer Schauspieler) in immer neuen Rollen und Verkleidungen in den Spielszenen auf.
In England arbeitete er bis zu seinem Tode vorwiegend als Theaterschauspieler, aber er inszenierte auch.

## Filmografie (Auswahl)
- 1956: Knotenpunkt Bhowani (Bhowani Junction)
- 1957: Das Zeichen des Falken (The Mark of the Hawk)
- 1958: Frankensteins Rache (The Revenge of Frankenstein)
- 1961: Das Geheimnis von Monte Christo (The Treasure of Monte Christo)
- 1961: Der rote Herzog (The Hellfire Club)
- 1963: Neun Stunden zur Ewigkeit (Nine Hours to Rama)
- 1963: Schule des süßen Lebens (Bitter Harvest)
- 1964: Dschungel der Schönheit (The Beauty Jungle)
- 1964: Mörder ahoi! (Murder Ahoy)
- 1965: Heiße Ware – Kalte Füsse (The Intelligence Men)
- 1966: Rasputin – Der wahnsinnige Mönch (Rasputin the Mad Monk)
- 1966: Blut für Dracula (Dracula – Prince of Darkness)
- 1969: Tödlicher Salut (Crossplot)
- 1969–71: Paul Temple (Fernsehserie, 52 Folgen)
- 1978: Day-Killer (5 donne per l'assassino)
- 1986: Leihen Sie uns ihren Mann? (May We Borrow Your Husband?)
- 1999: Do Not Disturb